# Loajalistický dobrovolnický sbor
Loajalistický dobrovolnický sbor (anglicky Loyalist Volunteer Force zkr. LVF) je malá loajalistická polovojenská skupina v Severním Irsku . Byla založena Billym Wrightem v roce 1996, který se se svou jednotkou z města Portadown oddělila od sboru ulsterských dobrovolníků (UVF) po tom, co tato organizace vyhlásila příměří. Patřily k středoulsterské Brigádě UVF a Wright byl velitelem brigády. V dvouletém období od srpna 1996 vedl vojenskou kampaň s cílem bojovat proti irským republikánům. Během tohoto období zabily nejméně 14 lidí během ozbrojených a bombových útoků. Téměř všichni byli katolíci. LVF svou kampaň v srpnu 1998 odvolala a vyřadila některé své zbraně.
LVF je ve Spojeném království, Irsku a Spojených státech označena jako teroristická skupina.